# Misamis Oriental

Misamis Orientals läge i Norra Mindanao

Misamis Oriental är en provins på ön Mindanao i Filippinerna. Den ingår i regionen Norra Mindanao och har 1 309 300 invånare (2006) på en yta av 3 570 km². Administrativ huvudort är Cagayan de Oro City.
Provinsen är indelad i 24 kommuner och 2 städer. Större städer och orter är Cagayan de Oro City, Gingoog City och Tagoloan.